# Скарабеины
Скарабеины (лат. Scarabaeinae) — подсемейство пластинчатоусых жуков, насчитывающее более 5 000 видов, описанных в 234 родах, что составляет около 18 % всех пластинчатоусых. Большее разнообразие скарабеинов отмечается в тропиках, среди самых известных видов — священный скарабей. Лапки на передних ногах у некоторых скарабеинов отсутствуют, что и является их характерной чертой. Наиболее ранняя из до сих пор известных находок ископаемых видов подсемейства датируется верхним мелом Китая (род Prionocephale).

## Классификация
Ниже приводится список основных триб и родов. Иногда трибы Coprini, Oniticellini, Onitini, Onthophagini и Phanaeini выделяют в отдельное подсемейство Coprinae.
- Canthonini
- Coprini (=Dichotomiini)
- Eucraniini
- Eurysterini
- Gymnopleurini (иногда включают в Scarabaeini)
- Oniticellini
- Onitini
- Onthophagini
- Phanaeini
- Scarabaeini
- Sisyphini (иногда включают в Scarabaeini)

## Известные виды
- Священный скарабей